# Quilômetro 14 do Mutum
Quilômetro 14 do Mutum é um distrito do município brasileiro de Baixo Guandu, no interior do estado do Espírito Santo. Segundo o censo demográfico de 2022, realizado pelo Instituto Brasileiro de Geografia e Estatística (IBGE), sua população era de 897 habitantes e havia 370 domicílios particulares permanentes ocupados.
De acordo com o IBGE, em 2010 a população era de 1 182 habitantes e havia 532 domicílios particulares.
Foi criado antes de 1911, então com a denominação de Mascarenhas (nome pelo qual ainda é popularmente conhecido) e pertencente ao município de Colatina. Passou a pertencer a Baixo Guandu pelo decreto-lei estadual nº 9.222 de 31 de março de 1938. Em 13 de janeiro de 1964, pela lei estadual nº 1.950, foi renomeado para Quilômetro 14 do Mutum.